# Rayne (Essex)
Rayne is een civil parish in het bestuurlijke gebied Braintree, in het Engelse graafschap Essex. De plaats telt 2299 inwoners.